# Оуенсбург (Індіана)
Оуенсбург (англ. Owensburg) — переписна місцевість (CDP) в США, в окрузі Грін штату Індіана. Населення — 402 особи (2020).

## Географія
Оуенсбург розташований за координатами 38°55′42″ пн. ш. 86°43′28″ зх. д. / 38.92833° пн. ш. 86.72444° зх. д. (38.928334, -86.724502).  За даними Бюро перепису населення США в 2010 році переписна місцевість мала площу 15,35 км², з яких 15,33 км² — суходіл та 0,02 км² — водойми.

## Демографія
Згідно з переписом 2010 року, у переписній місцевості мешкало 406 осіб у 168 домогосподарствах у складі 111 родини. Густота населення становила 26 осіб/км².  Було 191 помешкання (12/км²).
Расовий склад населення:
| - 98,5 % — білих - 1,0 % — азіатів |

До двох чи більше рас належало 0,5 %. Частка іспаномовних становила 0,2 % від усіх жителів.
За віковим діапазоном населення розподілялося таким чином: 23,2 % — особи молодші 18 років, 61,3 % — особи у віці 18—64 років, 15,5 % — особи у віці 65 років та старші. Медіана віку мешканця становила 40,5 року. На 100 осіб жіночої статі у переписній місцевості припадало 116,0 чоловіків;  на 100 жінок у віці від 18 років та старших — 113,7 чоловіків також старших 18 років.
За межею бідності перебувало 16,6 % осіб, у тому числі 21,3 % дітей у віці до 18 років та 0,0 % осіб у віці 65 років та старших.
Цивільне працевлаштоване населення становило 275 осіб. Основні галузі зайнятості: роздрібна торгівля — 42,5 %, виробництво — 15,6 %, освіта, охорона здоров'я та соціальна допомога — 15,3 %.